# Archilestroides
Archilestroides is een vliegengeslacht uit de familie van de roofvliegen (Asilidae).

## Soorten
- A. guimaraesi Artigas & Papavero, 1991